# Kreisgericht Spandau
Das Kreisgericht Spandau war ein preußisches Kreisgericht in der damaligen preußischen Provinz Brandenburg mit Sitz in Spandau.

## Geschichte
Im Sprengel des Kreisgerichts Spandau bestanden bis 1849 das
- Königliches Land- und Stadtgericht Spandau
- Königliches Land- und Stadtgericht Oranienburg
- Justizamt Potsdam
- Königliches Land- und Stadtgericht Cremmen
- Stadtgericht Nauen

Daneben bestanden viele Patrimonialgerichte.
Im Jahr 1849 wurden in Preußen einheitlich Kreisgerichte geschaffen. Hierbei wurde die Patrimonialgerichtsbarkeit abgeschafft und die Patrimonialgerichte aufgehoben. Auch die eingangs genannten Gerichte wurden aufgehoben und es entstand das Königliche Kreisgericht Spandau. Es umfasste den größten Teil des Kreises Osthavelland. Zuständiges Appellationsgericht blieb das Kammergericht.
Gerichtskommissionen, also Zweigstellen des Gerichtes, wurden in Cremmen, Fehrbellin und Nauen eingerichtet.
Am Gericht waren 1870 ein Direktor und 9 Kreisrichter eingesetzt. Die Zahl der Gerichtseingesessenen betrug 60.872. Das Gericht war Schwurgericht und als solches auch für das Kreisgericht Neuruppin zuständig.
Im Rahmen der Reichsjustizgesetze wurde das Gerichtswesen in Deutschland 1879 vereinheitlicht, was zur Aufhebung des Kreisgerichts Spandau und zur Bildung des königlich-preußischen Amtsgericht Spandau mit Wirkung zum 1. Oktober 1879 im Bezirk des Landgerichtes Berlin II als Nachfolger führte. Auch die Gerichtskommissionen wurden 1879 in Amtsgerichte umgewandelt (Amtsgericht Kremmen, Amtsgericht Fehrbellin und Amtsgericht Nauen).
Alle in den folgenden Tabellen genannten Gerichte befanden sich im (heutigen) Landkreis Oberhavel, historisch Kreis Osthavelland.

## Gerichtssprengel
Dem Kreisgericht Neuruppin waren folgende Gemeinden zugeordnet:
| Ort                                                                     | früheres Gericht                                                      |
| ----------------------------------------------------------------------- | --------------------------------------------------------------------- |
| Spandau                                                                 | Königliches Land- und Stadtgericht Spandau                            |
| Ketzin                                                                  | Königliches Justizamt Potsdam und Domgericht Potsdam                  |
| Bärenklau und Wendemark                                                 | Königliches Land- und Stadtgericht Oranienburg                        |
| Bötzow                                                                  | Königliches Land- und Stadtgericht Spandau                            |
| Buckow-Carpzow                                                          | Patrimonialgericht                                                    |
| Zeestow                                                                 | Königliches Justizamt Potsdam und Domgericht Potsdam                  |
| Klosterhof mit Burgwall, Closterfelde und Kiez                          | Königliches Land- und Stadtgericht Spandau                            |
| Cladow                                                                  | Königliches Land- und Stadtgericht Spandau                            |
| Crampnitz                                                               | Justizamt Potsdam                                                     |
| Dallgow                                                                 | Patrimonialgericht                                                    |
| Damm                                                                    | Königliches Land- und Stadtgericht Spandau                            |
| Döbritz                                                                 | Patrimonialgericht                                                    |
| Dyrotz mit Zubehör                                                      | Patrimonialgericht                                                    |
| Eichstädt                                                               | Patrimonialgericht und Königliches Land- und Stadtgericht Oranienburg |
| Etzien                                                                  | Patrimonialgericht und Justizamt Potsdam                              |
| Fahrland                                                                | Königliches Justizamt Fahrland in Potsdam                             |
| Falkenhagen und Finkenkrug                                              | Königliches Land- und Stadtgericht Spandau                            |
| Gatow                                                                   | Königliches Land- und Stadtgericht Spandau                            |
| Groß-Glienicke                                                          | Patrimonialgericht                                                    |
| Hennigsdorf mit Meißnershof und Forsthaus Hohen-Schöpping               | Königliches Land- und Stadtgericht Spandau                            |
| Hoppenrade                                                              | Patrimonialgericht                                                    |
| Hohenschöpping                                                          | Königliches Land- und Stadtgericht Spandau                            |
| Karzow                                                                  | Patrimonialgericht und Justizamt Potsdam                              |
| Knobloch                                                                | Patrimonialgericht                                                    |
| Marwitz                                                                 | Königliches Land- und Stadtgericht Oranienburg und Patrimonialgericht |
| Wassermühle bei Spandau                                                 | Königliches Land- und Stadtgericht Spandau                            |
| Natwerder                                                               | Justizamt Potsdam                                                     |
| Neudorf                                                                 | Königliches Land- und Stadtgericht Spandau                            |
| Pausin und Brieselang                                                   | Königliches Land- und Stadtgericht Spandau                            |
| Pichelsdorf und Pichelswerder                                           | Königliches Land- und Stadtgericht Spandau                            |
| Pulverfabrik                                                            | Königliches Land- und Stadtgericht Spandau                            |
| Vorwerk Plan                                                            | Königliches Land- und Stadtgericht Spandau                            |
| Gewehrplan und die zu Spandau gehörenden Etablissements im Kreis Teltow | Königliches Land- und Stadtgericht Spandau                            |
| Priort und Wolfsberg                                                    | Patrimonialgericht                                                    |
| Rohrbeck                                                                | Königliches Land- und Stadtgericht Spandau                            |
| Salzhofniederlage bei Spandau                                           | Königliches Land- und Stadtgericht Spandau                            |
| Sarnow                                                                  | Königliches Land- und Stadtgericht Oranienburg                        |
| Schönwalde                                                              | Patrimonialgericht                                                    |
| Seeburg                                                                 | Königliches Land- und Stadtgericht Spandau                            |
| Seegefeld                                                               | Patrimonialgericht                                                    |
| Satzkorn                                                                | Patrimonialgericht                                                    |
| Staacken                                                                | Königliches Land- und Stadtgericht Spandau                            |
| Tiefwerder                                                              | Königliches Land- und Stadtgericht Spandau                            |
| Valentinswerder                                                         | Königliches Land- und Stadtgericht Spandau                            |
| Vehlefanz                                                               | Patrimonialgericht und Königliches Land- und Stadtgericht Cremmen     |
| Neu-Vehlefanz                                                           | Patrimonialgericht und Königliches Land- und Stadtgericht Cremmen     |
| Velten                                                                  | Patrimonialgericht                                                    |
| Verbitz                                                                 | Patrimonialgericht                                                    |
| Wansdorf                                                                | Patrimonialgericht und Königliches Land- und Stadtgericht Spandau     |
| Wernitz                                                                 | Patrimonialgericht                                                    |
| Wustermark                                                              | Königliches Land- und Stadtgericht Spandau                            |

## Gerichtskommission Fehrbellin
Der Gerichtskommission Fehrbellin waren folgende Gemeinden zugeordnet:
| Ort                | früheres Gericht                                                     |
| ------------------ | -------------------------------------------------------------------- |
| Fehrbellin         | Königliches Land- und Stadtgericht Fehrbellin                        |
| Feldberg           | Patrimonialgericht und Königliches Land- und Stadtgericht Fehrbellin |
| Lentzke            | Patrimonialgericht und Königliches Land- und Stadtgericht Fehrbellin |
| Brunne             | Patrimonialgericht und Königliches Land- und Stadtgericht Fehrbellin |
| Tarmow             | Patrimonialgericht und Königliches Land- und Stadtgericht Fehrbellin |
| Hackenberg         | Patrimonialgericht und Königliches Land- und Stadtgericht Fehrbellin |
| Carvesee           | Patrimonialgericht und Königliches Land- und Stadtgericht Fehrbellin |
| Linum              | Patrimonialgericht und Königliches Land- und Stadtgericht Fehrbellin |
| Betzin             | Patrimonialgericht und Königliches Land- und Stadtgericht Fehrbellin |
| Dechtow            | Patrimonialgericht und Königliches Land- und Stadtgericht Fehrbellin |
| Kuhhorst           | Patrimonialgericht                                                   |
| Seelenhorst        | Land- und Stadtgericht Fehrbellin                                    |
| Lobeofsund         | Land- und Stadtgericht Fehrbellin                                    |
| Königshorst        | Land- und Stadtgericht Fehrbellin                                    |
| Nordhof            | Land- und Stadtgericht Fehrbellin                                    |
| Sandhorst          | Land- und Stadtgericht Fehrbellin                                    |
| Deutschhof         | Land- und Stadtgericht Fehrbellin                                    |
| Mangelshorst       | Land- und Stadtgericht Fehrbellin                                    |
| Kolonie Fehrbellin | Land- und Stadtgericht Fehrbellin                                    |
| Dreibrück          | Land- und Stadtgericht Fehrbellin                                    |
| Ribeckshorst       | Land- und Stadtgericht Fehrbellin                                    |

## Gerichtskommission Nauen
Der Gerichtskommission Nauen waren folgende Gemeinden zugeordnet:
| Ort                       | früheres Gericht                                         |
| ------------------------- | -------------------------------------------------------- |
| Nauen Stadtgericht Nauen  |                                                          |
| Börnicke mit Jäglitz      | Patrimonialgericht und Land- und Stadtgericht Cremmen    |
| Grünefeld                 | Patrimonialgericht und Land- und Stadtgericht Cremmen    |
| Paaren                    | Patrimonialgericht und Land- und Stadtgericht Fehrbellin |
| Perwenitz und Crämerpfuhl | Land- und Stadtgericht Spandau                           |
| Hertefeld                 | Land- und Stadtgericht Fehrbellin                        |
| Kienberg                  | Land- und Stadtgericht Fehrbellin                        |
| Rohlandshorst             | Land- und Stadtgericht Fehrbellin                        |
| Markee                    | Patrimonialgericht und Stadtgericht Nauen                |
| Bredow                    | Patrimonialgericht                                       |
| Markau                    | Patrimonialgericht                                       |

## Gerichtskommission Cremmen
Der Gerichtskommission Cremmen waren folgende Gemeinden zugeordnet:
| Ort                                                   | früheres Gericht                                      |
| ----------------------------------------------------- | ----------------------------------------------------- |
| Cremmen                                               | Land- und Stadtgericht Cremmen                        |
| Beetz mit Charlottenhof und Rhinsschleuse             | Patrimonialgericht                                    |
| Flatow                                                | Patrimonialgericht und Land- und Stadtgericht Cremmen |
| Hohebruch                                             | Land- und Stadtgericht Cremmen                        |
| Johannisthal mit Charlottenhof und Rhinsschleuse      | Patrimonialgericht                                    |
| Schwante mit Charlottenhof und Rhinsschleuse          | Patrimonialgericht                                    |
| Sommerfeld                                            | Land- und Stadtgericht Cremmen                        |
| Staffelde mit Charlottenhof und Rhinsschleuse         | Patrimonialgericht                                    |
| Tietzow                                               | Land- und Stadtgericht Cremmen                        |
| Verlohren Ort, Hohenbrucher Schleuse und Döringsbrück | Land- und Stadtgericht Oranienburg                    |
| Wolfslake                                             | Land- und Stadtgericht Cremmen                        |
| Groß-Zieten mit Charlottenhof und Rhinsschleuse       | Patrimonialgericht                                    |
| Klein-Zieten                                          | Land- und Stadtgericht Cremmen                        |

## Richter
Kreisgerichtsdirektoren waren
- Ludwig Friedrich Heinrich Holzapfel (1849–1855)[3]
- Marcus Flaminius (1855–1860)[4]
- Kühl (1860–1862)
- Hoene (1862–1875)
- Peskatore (1875–1879)[5]

Weitere Richter:
- Albert Mosse (1876–1879)